# Rosensfole
Rosensfole est un album de la chanteuse norvégienne Agnes Buen Garnås, en collaboration avec le saxophoniste norvégien Jan Garbarek, paru en 1988 sur le label Edition of Contemporary Music. Le disque est enregistré à l'automne 1988 à Oslo. Certains morceaux serviront en 2010 à la bande-son du jeu Dark Age of Camelot.

## Description

### Musiciens
- Agnes Buen Garnås voix
- Jan Garbarek - saxophone ténor, saxophone soprano, synthétiseurs, percussions

### Titres
| No  | Titre                       | Durée |
| --- | --------------------------- | ----- |
| 1.  | Innferd                     | 0:56  |
| 2.  | Rosensfole                  | 2:47  |
| 3.  | Margjit Og Targjei Risvollo | 16:11 |
| 4.  | Maalfri Mi Fruve            | 5:19  |
| 5.  | Venelite                    | 7:44  |
| 6.  | Stolt Øli                   | 5:00  |
| 7.  | Signe Lita                  | 4:18  |
| 8.  | Lillebroer Og Storebroer    | 2:40  |
| 9.  | Grisilla                    | 7:21  |
| 10. | Utferd                      | 1:19  |